# Willi Williams
Willi Williams také Willie Williams (* 1953 Saint Ann Parish, Jamajka) je jamajský hudebník reggae a stylu dub, kromě toho je i hudebním producentem. Je známý pod přezdívkou "Armagideon Man", kterou získal po publikování svého hitu "Armagideon Time",jenž byl poprvé nahrán v roce 1977 ve Studiu One v Kingstonu. Píseň se stala populární hlavně kvůli skupině The Clash a jejich desce, která obsahovala skladbu "London Calling" a cover na zmiňovaný Armagideon Time.